# St. Magdalena (Wolfsbach)

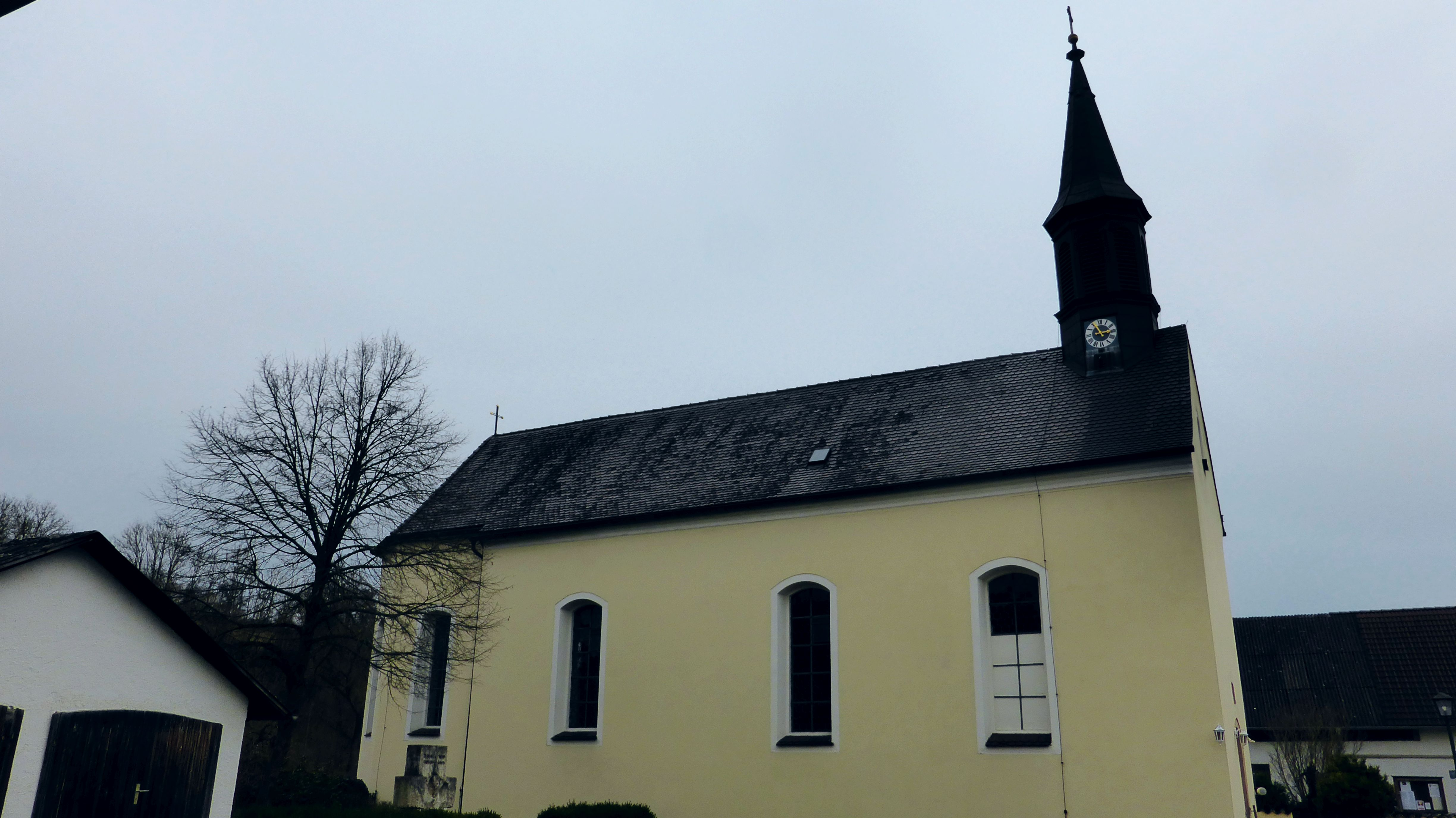
St. Magdalena (Wolfsbach)

Die römisch-katholische, denkmalgeschützte Filialkirche St. Magdalena steht in Wolfsbach, einem Gemeindeteil der Gemeinde Ensdorf im Landkreis Amberg-Sulzbach in der Oberpfalz. Die Kirche gehört zum Bistum Regensburg. Das Bauwerk ist unter der Denkmalnummer D-3-71-120-31 als Baudenkmal in die Bayerische Denkmalliste eingetragen.

## Beschreibung
Die Saalkirche wurde 1696–1706 auf den Grundmauern des Vorgängerbaus erbaut und 1868 erweitert. Sie besteht aus einem Langhaus, das mit einem Satteldach bedeckt ist, aus dem sich im Westen ein achteckiger Dachreiter erhebt, der den Glockenstuhl beherbergt, und der mit einem spitzen Helm bedeckt ist. Der eingezogene, dreiseitig geschlossene Chor befindet sich im Osten.
Der Innenraum ist mit einem Stichkappengewölbe überspannt. Zur Kirchenausstattung gehört ein 1868 gebauter Hochaltar. 2001 erhielt sie einen Volksaltar, 2006 eine Orgel.